# La Rixouse
La Rixouse is een gemeente in het Franse departement Jura (regio Bourgogne-Franche-Comté) en telt 215 inwoners (1999). De plaats maakt deel uit van het arrondissement Saint-Claude.

## Geografie
De oppervlakte van La Rixouse bedraagt 12,4 km², de bevolkingsdichtheid is 17,3 inwoners per km².

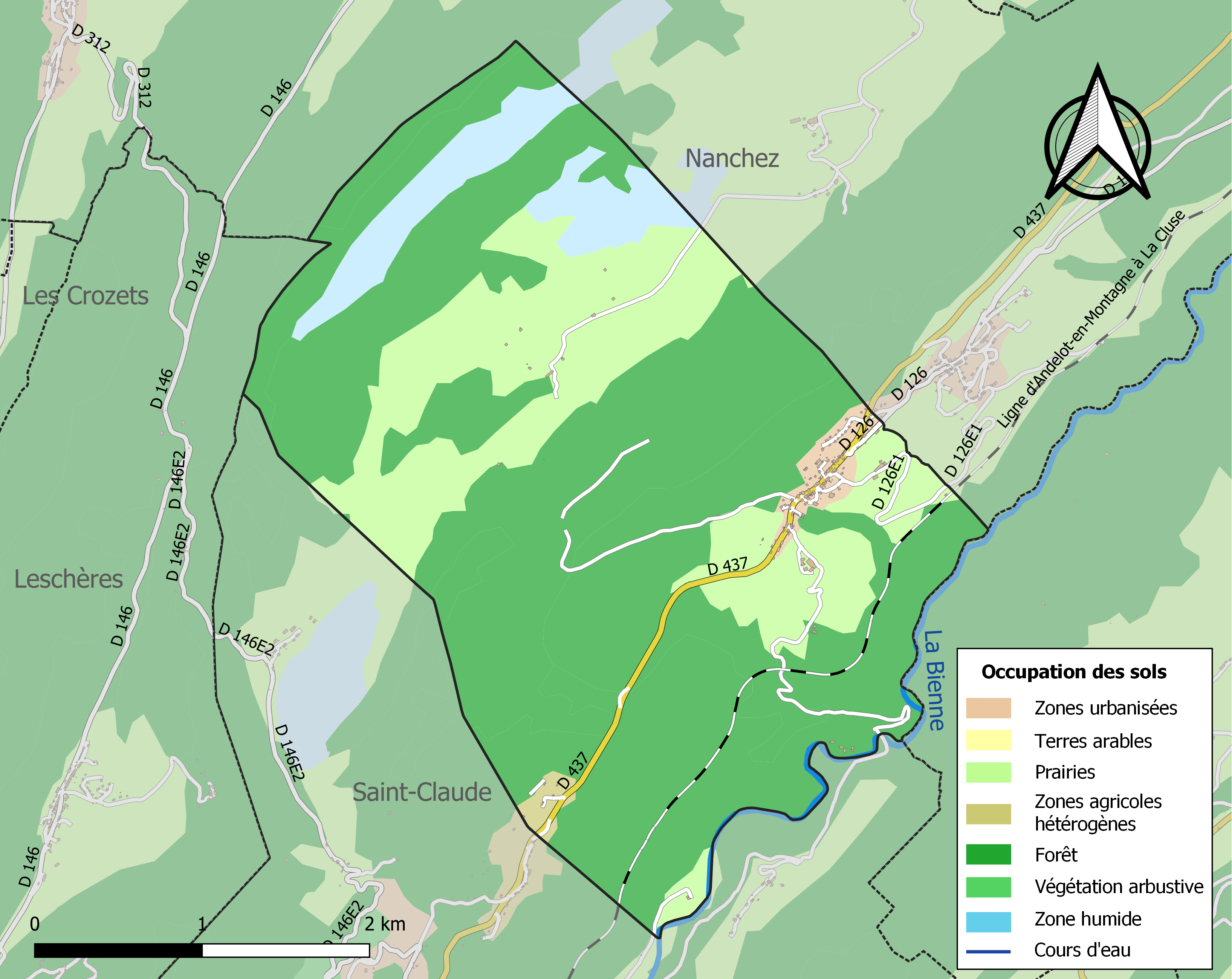
Kaart van de gemeente met de belangrijkste infrastructuur, bodemgebruik en omliggende gemeenten

## Demografie
Onderstaande figuur toont het verloop van het inwonertal (bron: INSEE-tellingen).